# Lagwagon
Lagwagon (alternative Schreibweise in frühen Jahren Lag Wagon) ist eine 1990 gegründete US-amerikanische Punkrockband aus Kalifornien.

## Bandgeschichte
Lagwagon wurde 1990 in Goleta, einem Vorort des kalifornischen Santa Barbara, gegründet. Die Band nannte sich zunächst Section VIII, änderte aber noch vor Veröffentlichung des ersten Albums den Namen in Lagwagon. Dieser Name sei angeblich schlicht der einzige aus einer riesigen Liste gewesen, auf den sich alle Bandmitglieder einigen konnten.
Mit ihrem 1992 erschienenen Debüt-Album Duh war Lagwagon die erste Band neben NOFX beim Label Fat Wreck Chords, das dem Sänger von NOFX, Fat Mike, gehört. Bis heute veröffentlichten Lagwagon alle Alben dort; mit Ausnahme von Let’s Talk About Leftovers, das zunächst bei Joey Capes eigenem Label My Records erschien. Da die Firma aber nicht ausreichend Gewinn erwirtschaften konnte, ging My Records bald unter und so wurde auch Let’s Talk About Leftovers letztlich bei Fat Wreck veröffentlicht. 1994 brachten sie ihr zweites Album Trashed heraus. Lagwagon wollten mit diesem Album versuchen, ihr Image als „Irgendeine andere Band auf Fat Wreck Chords“ loszuwerden. Auf diesem Album erschien unter anderem ein Cover von Van Morrisons Brown Eyed Girl.
International bekannt wurden Lagwagon schließlich mit dem 1995 erschienenen Album Hoss, auf dessen Cover der Bonanza-Hoss zu sehen ist. 1996 traten der Gitarrist Ken Stringfellow und der Schlagzeuger Dave Raun, beides Ex-Mitglieder der Hardcore-Punk-Band Rich Kids on LSD, Lagwagon bei.
Das Abebben der Pop-Punk-Hysterie Ende der 1990er-Jahre verschonte auch Lagwagon nicht. Die Band produzierte zwar weiterhin Platten wie Double Plaidinum (1997) und Let’s Talk About Feelings (1998), stand aber nicht mehr so hoch im Interesse der Medien. Schließlich folgten 2000 das Album Let’s Talk About Leftovers und 2003 Blaze.
Am 31. März 2005 beging Gründungsmitglied Derrick Plourde, der auf den Alben Duh, Trashed und Hoss Schlagzeug spielte, Suizid. Hierauf folgte am 28. Oktober 2005 das Album Resolve, das sich mit der Thematik auseinandersetzte.
Lagwagon trugen erheblich dazu bei, melodischen und schnellen (Hardcore-)Punk populär zu machen. Die Musik der Band ist vergleichbar mit NOFX, No Use for a Name, Pennywise und Millencolin, wobei stilistische Unterschiede vorhanden sind.
Nach acht regulären Studioalben (wobei Let’s Talk about Leftovers eine Sammlung von Sampler-Beiträgen, unveröffentlichten und neuen Liedern darstellte) zählt Lagwagon zu den erfolgreichsten Bands, die nicht auf einem Major Label veröffentlicht haben.
Anfang 2010 kündigte Bassist Jesse Buglione seinen Ausstieg aus der Band an. Als Begründung für seinen Ausstieg gab Buglione familiäre und persönliche Gründe an. In einem Interview mit einem australischen Fanzine gab Joey Cape kurz darauf an, dass Buglione durch Ex-RKL-Mitglied Joe Raposo ersetzt würde.
Nach einigen Jahren Auszeit waren Lagwagon zusammen mit No Use for a Name im Sommer 2010 wieder auf einigen europäischen (auch deutschen) Festivals live zu sehen.
Erst 2014 und 9 Jahre nach Resolve veröffentlichte die Band ein neues Studioalbum mit dem Titel Hang. Musikalisch ist es langsamer, allerdings phasenweise auch deutlich härter als frühere Veröffentlichungen. Ähnlich wie schon auf Resolve sind die Texte düsterer als auf vorherigen Alben. Joey Cape singt über sozialkritische Themen (Poison In the Well, Absolute Obsolete), aber auch persönliche Erlebnisse wie seine langjährigen Versuche seine Nikotinabhängigkeit aufzugeben (Drag) sowie den Tod seines langjährigen Freundes, den Sänger von No Use for a Name, Tony Sly (One More Song).
Am 4. Oktober 2019 erschien bei Fat Wreck Chords das Album Railer das sowohl auf CD als auch auf LP veröffentlicht wurde. Es ist ihr erstes Studioalbum seit fünf Jahren seit Hang, das 2014 veröffentlicht wurde.
2023 erlitt Gitarrist Flippin während eines Konzertes mit seiner Zweitband Versus the World einen Herzinfarkt. Er musste daraufhin seinen Hauptberuf im Baugewerbe aufgeben.

## Diskografie

### Alben
- 1992: Duh
- 1994: Trashed
- 1995: Hoss
- 1997: Double Plaidinum
- 1998: Let’s Talk about Feelings
- 2000: Let’s Talk about Leftovers
- 2003: Blaze
- 2005: Live in a Dive
- 2005: Resolve
- 2014: Hang
- 2019: Railer

### EPs
- 1992: Tragic Vision / Angry Days
- 1993: Lag Wagon / Jugheads Revenge (Split-7″)
- 1999: A Feedbag of Truckstop Poetry
- 2008: I Think My Older Brother Used to Listen to Lagwagon